# Jamaica op de Olympische Zomerspelen 2016
Jamaica nam deel aan de Olympische Zomerspelen 2016 in Rio de Janeiro, Brazilië. De selectie bestond uit 56 deelnemers, actief in vier olympische sportdisciplines. Shelly-Ann Fraser-Pryce droeg de nationale vlag tijdens de openingsceremonie.
Op vier deelnemers na namen alle olympiërs deel aan het atletiektoernooi. Hordeloper Hansle Parchment haakte enkele dagen voor het begin van de Spelen geblesseerd af. Jamaica maakte haar olympisch debuut bij het turnen, waar werd deelgenomen aan de individuele meerkamp. De Spelen van 2016 werden de meest succesvolle van Jamaica in haar olympische geschiedenis: zesmaal werd goud gewonnen, een record. Alle elf medailles werden gewonnen op de atletiekbaan. Usain Bolt won voor de derde maal op rij het goud op de 100 meter, 200 meter en 4x100 meter estafette. Elaine Thompson was dominant op de sprintnummers bij de vrouwen: ze won zowel de 100 meter als de 200 meter. Thompson versloeg op de 100 meter haar landgenote en titelverdedigster Shelly-Ann Fraser-Pryce.

## Medailleoverzicht
| Sport    | Olympiër | Onderdeel        | Medaille |
| -------- | --- | ---------------- | -------- |
| Atletiek | Usain Bolt | 100 m (m)        | Goud     |
| Atletiek | Usain Bolt | 200 m (m)        | Goud     |
| Atletiek | Omar McLeod | 110 m horden (m) | Goud     |
| Atletiek | Nickel Ashmeade Kemar Bailey-Cole Yohan Blake Usain Bolt Jevaughn Minzie Asafa Powell                                    | 4x100 m (m)      | Goud     |
| Atletiek | Elaine Thompson | 100 m (v)        | Goud     |
| Atletiek | Elaine Thompson | 200 m (v)        | Goud     |
| Atletiek | Nathon Allen Fitzroy Dunkley Javon Francis Peter Matthews Rusheen McDonald                                               | 4x400 m (m)      | Zilver   |
| Atletiek | Veronica Campbell-Brown Simone Facey Sashalee Forbes Shelly-Ann Fraser-Pryce Elaine Thompson Christania Williams         | 4x100 m (v)      | Zilver   |
| Atletiek | Christine Day Chrisann Gordon Shericka Jackson Anneisha McLaughlin-Whilby Stephenie Ann McPherson Novlene Williams-Mills | 4x400 m (v)      | Zilver   |
| Atletiek | Shelly-Ann Fraser-Pryce                                                                                                  | 100 m (v)        | Brons    |
| Atletiek | Shericka Jackson | 400 m v)         | Brons    |

## Deelnemers en resultaten
(m) = mannen, (v) = vrouwen 

### Atletiek
| Olympiër | Onderdeel              | Resultaat    | Prestatie                                                                  |
| --- | ---------------------- | ------------ | -------------------------------------------------------------------------- |
| Nickel Ashmeade | 100m (m)               | 11e          | serie 3: 2de in 10,13 halve finale 1: 5de in 10,05                         |
| Yohan Blake | 100m (m)               | 4e           | serie 6: 1ste in 10,11 halve finale 3: 2de in 10,01 finale: 4de in 9,93    |
| Usain Bolt | 100m (m)               | Goud         | serie 7: 1ste in 10,07 halve finale 2: 1ste in 9,86 finale: 1ste in 9,81   |
| Nickel Ashmeade | 200m (m)               | 13e          | serie 5: 1ste in 20,15 halve finale 1: 4de in 20,31                        |
| Yohan Blake | 200m (m)               | 16e          | serie 2: 2de in 20,13 halve finale 3: 6de in 20,37                         |
| Usain Bolt | 200m (m)               | Goud         | serie 9: 1ste in 20,28 halve finale 2: 1ste in 19,78 finale: 1ste in 19,78 |
| Fitzroy Dunkley | 400m (m)               | 24e          | serie 1: 4de in 45,66                                                      |
| Javon Francis VS | 400m (m)               | 12e          | serie 3: 3de in 45,88 halve finale 1: 5de in 44,96                         |
| Rusheen McDonald | 400m (m)               | 21e          | serie 6: 2de in 45,22 halve finale 2: 6de in 46,12                         |
| Kemoy Campbell | 5000 m (m)             | 26e          | serie 1: 10de in 13.30,32                                                  |
| Deuce Carter | 110m horden (m)        | 20e          | serie 2: 2de in 13,51 halve finale 1: 6de in 13,69                         |
| Omar McLeod | 110m horden (m)        | Goud         | serie 1:1ste in 13,27 halve finale 2: 1ste in 13,15 finale: 1ste in 13,05  |
| Andrew Riley | 110m horden (m)        | 11e          | serie 3: 3de in 13,52 halve finale 3: 4de in 13,46                         |
| Roxroy Cato | 400m horden (m)        | halve finale | serie 3: 4de in 48,56 halve finale 3: DSQ                                  |
| Jaheel Hyde | 400m horden (m)        | 14e          | serie 4: 4de in 49,24 halve finale 1: 5de in 49,17                         |
| Annsert Whyte | 400m horden (m)        | 5e           | serie 5: 1ste in 48,37 halve finale 2: 1ste in 48,32 finale: 5de in 48,07  |
| Nickel Ashmeade Yohan Blake Usain Bolt Jevaughn Minzie Asafa Powell Kemar Bailey-Cole                                    | 4x100 m (m)            | Goud         | serie 2: 2de in 37,94 finale: 1ste in 37,27                                |
| Nathon Allen Fitzroy Dunkley Javon Francis Peter Matthews Rusheen McDonald                                               | 4x400 m (m)            | Zilver       | serie 1: 1ste in 2.58,29 finale: 2de in 2.58,16                            |
| Damar Forbes | verspringen (m)        | 12e          | kwalificatie groep B: 4de met 7,85m finale: 12de met 7,82m                 |
| Aubrey Smith | verspringen (m)        | NM           | kwalificatie groep A: NM                                                   |
| Clive Pullen | hink-stap-springen (m) | 33e          | kwalificatie groep A: 17de met 16,08m                                      |
| O'Dayne Richards | kogelstoten (m)        | 8e           | kwalificatie groep B: 7de met 20,40m finale: 8ste met 20,64m               |
| Fedrick Dacres | discuswerpen (m)       | 34e          | kwalificatie groep A: 17de met 50,69m                                      |
| |                        |              |                                                                            |
| Shelly-Ann Fraser-Pryce VO                                                                                               | 100m (v)               | Brons        | serie 4: 1ste in 10,96 halve finale 2: 1ste in 10,88 finale: 3de in 10,86  |
| Elaine Thompson | 100m (v)               | Goud         | serie 7: 1ste in 11,21 halve finale 3: 1ste in 10,88 finale: 1ste in 10,71 |
| Christania Williams | 100m (v)               | 8e           | serie 6: 2de in 11,27 halve finale 1: 3de in 10,96 finale: 8ste in 11,80   |
| Veronica Campbell-Brown                                                                                                  | 200m (v)               | 27e          | serie 9: 3de in 22,97                                                      |
| Simone Facey | 200m (v)               | 11e          | serie 3: 2de in 22,78 halve finale 3: 3de in 22,57                         |
| Elaine Thompson | 200m (v)               | Goud         | serie 4: 2de in 22,63 halve finale 1: 2de in 22,13 finale: 1ste in 21,78   |
| Christine Day | 400m (v)               | 15e          | serie 8: 1ste in 51,54 halve finale 3: 4de in 51,53                        |
| Shericka Jackson | 400m (v)               | Brons        | serie 7: 1ste in 51,73 halve finale 2: 1ste in 49,83 finale: 3de in 49,85  |
| Stephenie Ann McPherson                                                                                                  | 400m (v)               | 6e           | serie 1: 1ste in 51,36 halve finale 1: 2de in 50,69 finale: 6de in 50,97   |
| Simoya Campbell | 800m (v)               | 42e          | serie 6: 7de in 2.02,07                                                    |
| Natoya Goule | 800m (v)               | 25e          | serie 8: 3de in 2.00,49                                                    |
| Kenia Sinclair | 800m (v)               | 52e          | serie 7: 7de in 2.03,76                                                    |
| Megan Simmonds | 100m horden (v)        | 14e          | serie 6: 2de in 12,81 halve finale 3: 5de in 12,95                         |
| Shermaine Williams | 100m horden (v)        | 9e           | serie 1: 4de in 12,95 halve finale 1: 5de in 12,86                         |
| Nickiesha Wilson | 100m horden (v)        | 19e          | serie 4: 3de in 12,89 halve finale 2: 7de in 13,14                         |
| Leah Nugent | 400 m horden (v)       | 6e           | serie 3: 2de in 55,66 halve finale 3: 3de in 54,98 finale: 6de in 54,45    |
| Janieve Russell | 400 m horden (v)       | 7e           | serie 2: 2de in 56,13 halve finale 2: 2de in 54,92 finale: 7de in 54,46    |
| Ristananna Tracey | 400 m horden (v)       | 5e           | serie 1: 1ste in 54,88 halve finale 1: 2de in 54,80 finale: 5de in 51,15   |
| Aisha Praught | 3000m steeplechase (v) | 14e          | serie 3: 8ste in 9.35,79 finale: 14de in 9.34,20                           |
| Veronica Campbell-Brown Simone Facey Shashalee Forbes Shelly-Ann Fraser-Pryce Elaine Thompson Christania Williams        | 4x100 m (v)            | Zilver       | serie 1: 1ste in 41,79 finale: 2de in 41,36                                |
| Christine Day Chrisann Gordon Shericka Jackson Anneisha McLaughlin-Whilby Stephenie Ann McPherson Novlene Williams-Mills | 4x400 m (v)            | Zilver       | serie 2: 1ste in 3.22,38 finale: 2de in 3.20,34                            |
| Shanieka Thomas | hink-stap-springen (v) | 14e          | kwalificatie groep A: 7de met 14,02m                                       |
| Kimberly Williams | hink-stap-springen (v) | 7e           | kwalificatie groep B: 4de met 14,22m finale: 7de in 14,53m                 |
| Danniel Thomas | kogelstoten (v)        | 25e          | kwalificatie groep B: 14de met 16,99m                                      |
| Tara-Sue Barnett | discuswerpen (v)       | 16e          | kwalificatie groep B: 7de met 58,09m                                       |
| Kellion Knibb | discuswerpen (v)       | NM           | kwalificatie groep B: NM                                                   |
| Shadae Lawrence | discuswerpen (v)       | 22e          | kwalificatie groep A: 12de met 57,09m                                      |
| Daina Levy | kogelslingeren (v)     | 30e          | kwalificatie groep A: 16de met 60,35m                                      |

### Gymnastiek
| Olympiër          | Onderdeel                | Resultaat | Prestatie                                                                                  |
| ----------------- | ------------------------ | --------- | ------------------------------------------------------------------------------------------ |
| Toni-Ann Williams | meerkamp individueel (v) | 54e       | kwalificatie: sprong: 14,100 brug: 11,533 balk: 12,133 vloer: 13,200 totaal: 50,966 punten |

### Schoonspringen
| Olympiër           | Onderdeel    | Resultaat | Prestatie                                                              |
| ------------------ | ------------ | --------- | ---------------------------------------------------------------------- |
| Yona Knight-Wisdom | 3m plank (m) | 14e       | voorronde: 11de met 416,55 punten halve finale: 14de met 381,40 punten |

### Zwemmen
| Olympiër       | Onderdeel           | Resultaat | Prestatie                                                                      |
| -------------- | ------------------- | --------- | ------------------------------------------------------------------------------ |
| Timothy Wynter | 100m rugslag (m)    | 34e       | serie 1: 2de in 57,20                                                          |
|                |                     |           |                                                                                |
| Alia Atkinson  | 100m schoolslag (v) | 8e        | serie 5: 2de in 1.06,72 halve finale 2: 3de in 1.06,52 finale: 8ste in 1.08,10 |